# Лаурењо
Лаурењо (итал. Lauregno) је насеље у Италији у округу Болцано, региону Трентино-Јужни Тирол.
Према процени из 2011. у насељу је живело 77 становника. Насеље се налази на надморској висини од 1152 м.

## Становништво
Према резултатима пописа становништва 2011. у општини је живело 344 становника.
| 1931. | 1936. | 1951. | 1961. | 1971. | 1981. | 1991. | 2001. | 2011. |
| ----- | ----- | ----- | ----- | ----- | ----- | ----- | ----- | ----- |
| 517   | 489   | 440   | 465   | 426   | 384   | 346   | 361   | 344   |